# Однажды в Китае 3
«Одна́жды в Кита́е 3» (англ. Once Upon a Time in China III, иер. трад. 黃飛鴻之三獅王爭霸, упр. 黄飞鸿之三狮王争霸, кант.-рус.: Вон Фэй Хун чи сам Си вон чан па, буквально: «Вон Фэйхун 3: Львиный король бьётся за верховенство» (англ. Wong Fei-hung III: The Lion King Struggles for Supremacy)) — гонконгский кинофильм режиссёра Цуй Харка. Третья часть серии фильмов «Однажды в Китае». Главную роль мастера боевых искусств Вон Фэйхуна вновь исполнил Джет Ли.

## Сюжет
Действие фильма разворачивается в Китае во времена правления династии Цин, когда суверенитет Китая был разрушен иностранным империализмом. Императрица Цыси и Ли Хунчжан решают организовать соревнование танец льва, чтобы продемонстрировать китайские боевые искусства и восстановить национальную гордость. Заинтересованные лица со всего Китая приглашены, чтобы принять участие и побороться за титул «Король танца льва».
Вон Фэйхун едет из Фошаня в Пекин с Тринадцатой тётей (кузина И) и учеником Лён Фунем, чтобы повидаться с отцом Фэйхуна Вон Кхэйином. На вокзале Тринадцатая тётя встречает Тумановского, русского дипломата, который был её одноклассником во время учёбы в Великобритании. Тумановский раздражает Фэйхуна, когда целует руку Тринадцатой тёти. Когда Фэйхун добирается до Кантонской Ассоциации, он узнаёт, что на отца напал мастер боевых искусств Чиу Тхиньпа и его прихвостень Куай Кёкчхат (Железная Нога), но отец получил незначительные травмы. Отец решает дать благословение своему сыну и Тринадцатой тёти, когда видит их близость.
Перед началом соревнования, все танцевальные группы, прибывшие на конкурс в Пекин, уже вовсю состязаются друг с другом. Фэйхун решает не участвовать, а быть зрителем. За спиной Фэйхуна его ученик с другом решили поучаствовать в состязаниях. Куай Кёкчхат гонится за Фунем, после того как последний стал досаждать первому. Куай Кёкчхат сильно повреждает ноги, как только Фунь случайно выпускает лошадей из конюшни. Тхиньпа оставляет своего напарника из-за того, что он стал калекой. Фэйхун подбирает калеку и вылечивает ему ноги. Кёкчхат поначалу враждебно относится к Фэйхуну, но затем проявляет благодарность и становится учеником своего спасителя.
При помощи камеры, которую дал Тумановский, Тринадцатая тётя случайно раскрывает заговор с целью убить Ли Хунчжана во время соревнований и узнаёт, что Тумановский тоже причастен к этому. Она просит Фэйхуна, принимающего участие в состязании, остановить убийц. В финальном туре Фэйхун, Фунь и Кёкчхат сражаются с десятками львов-танцоров, пробивая себе путь на подмостки. Тхиньпа тоже вступает в схватку, надев огромную львиную маску. В итоге Фэйхун одолевает Тхиньпа и одерживает победу.
В то же время Тумановскому не удаётся убить Хунчжана. Его убивают соотечественники, подтвердив свои подозрения, что он — шпион японского посольства. Фэйхун отказывается принять приз, золотую медаль, и говорит, что это была победа, доставшаяся слишком высокой ценой, поскольку соперничество привело лишь к конфликту среди китайского народа.

## В ролях
- Джет Ли — Вон Фэйхун
- Розамунд Кван — Тринадцатая тётя (Кузина И)
- Макс Мок[кит.] — Лён Фунь
- Лау Сёнь[кит.] — Вон Кхэйин[кит.]
- Сюн Синьсинь[кит.] — Куай Кёкчхат (Железная Нога)
- Джон Уэйкфилд — Тумановский
- Чиу Чинь — Чиу Тхиньпа

## Номинации и награды
13-я Гонконгская кинопремия (1994) — номинация в следующей категории:
- Лучшая киномонтажная работа — Марко Мак, Энджи Лам[кит.]

17-я церемония награждения Сто цветов (1994) — награда в следующей категории:
- Лучшее сопродюсирование